# Brodek u Přerova
Brodek u Přerova település Csehországban, Přerovi járásban. Brodek u Přerova Rokytnice, Císařov, Kokory, Majetín és Citov településekkel határos. Lakosainak száma 1873 fő (2024. január 1.).

## Népesség
A település lakosságának változását az alábbi diagram mutatja:
| Lakosok száma | 1001 | 1243 | 1770 | 2059 | 2081 | 1915 | 1991 | 1960 | 1876 | 1873 |
|               | 1869 | 1890 | 1921 | 1950 | 1980 | 2001 | 2017 | 2019 | 2022 | 2024 |